# 趙哲妤
趙哲妤（英語：Uny Chiu Chit Ue，1987年10月21日—），香港出生，2010年中國小姐香港區冠軍及全國季軍，前有線電視女主播，曾就讀寶血會伍季明紀念學校（1993年至1998年）、新加坡萊佛仕國際學校，及後桑德蘭大學工商管理榮譽學士（BA（HONS）Business Management）畢業，密德薩斯大學新聞系榮譽學士（BA（HONS）Journalism, Media, and Cultural Studies）畢業，及後於2015年獲得香港公開大學應用英語語言學碩士畢業榮銜，2020年獲得香港教育大學教育言語及語言病理學暨學習障礙理學碩士畢業榮銜。 Uny Chiu擁有自家Whatsapp專用的WhatSticker趙哲妤.生活點滴以供下載使用。
她為2010年Miss China中國小姐《香港賽區冠軍》，除冠軍榮銜外，更奪得《最佳儀態奬》、《最具氣質奬》、《美善全城奬》、《最上鏡小姐奬》。2012年2月27日晚，2010中國小姐總決賽當晚，多位佳麗憑自身實力，奪得殊榮，而香港代表的18號選手趙哲妤獲得《季軍》，以及全國《最佳儀態奬》，自此開始為人所熟悉。2011年推出個人相集《My frist take! 》大售二萬本，風頭一時無兩，同時被雜誌踢爆其與玩具大王之子，Kama緋聞男友Terry Yuen的戀情，2012年主演多部電影，包括《怪談電影1》、《怪談電影2-屍骸之路》、《香港航空特約-還愛》等，2013年正式加盟有線電視成為主播，主力負責飲食及綜藝節目，最為人所熟的代表節目是香港有線電視的《為食情報局》，其參與作品多不勝數，如：《1級重案－大查犯》、《蘭子的七卡半鑽石》、《大凶捕》、《娛樂一分鐘》、《猴年行運》等，2019年客串多部電影及電視劇，包括：電影《極鬫6》、TVB處境劇集《開心速遞》、《金宵大廈》、《極度怪咖》、《小戲骨》等等。
2015年，趙哲妤退出新民黨，並在2015年香港區議會選舉中，代表「翠怡居民關注會」出選葵青區議會青衣邨選區，但敗於當區區議員陳笑文。
2016年9月，趙哲妤宣佈未婚懷孕六個月，而孩子的爸爸是拍拖兩、三年的圈外男友，對方比她大十歲，從事金融生意，但兩人已經分手。
2016年12月，趙哲妤在馬來西亞工作期間，早產誕下一女。
2020年11月，趙哲妤獲確認畢業及符合資格申請成為香港衛生署認可言語治療師及香港言語治療師協會名冊成員。

## 演出作品

### 廣告
- 樂信兒童慈善遊戲治療中心（愛心大使）2019年
- Zenecom三重幹細胞膠原蛋白粉（代言人）2019年
- TVB澳門小廚神招募（電視廣告）2018年
- TVB Anywhere非法電視盒子（電視廣告）2018年
- Procurve美體曲線專家 （代言人）2018年
- 珮氏防蚊防曬驅蚊劑 （電視及平面廣告）2017年
- 幸福醫藥 幸福止痛素（電視廣告）
- 太興Everyday（電視廣告及平面廣告）
- Fancl納米缷妝液（電視廣告）
- 麥當勞McDonald（電視廣告）
- 藍妹啤酒（Blue Girls）代言
- Loreal （平面廣告）
- 多多益膳龜苓膏慈善義賣日 記者會
- 永利酒店(澳門) 宣傳片
- Malca Amit Diamond平面廣告
- 鮮果粒（電視廣告）

### 電影/電視
- TVB《多功能老婆》2020-2021年 演 嬋看護
- TVB《金宵大廈》2019-2020年 演 教師乙
- TVB《小戲骨》2018-2019年 演 年輕媽媽
- TVB《開心速遞》2017-2018年 演 名店經理
- TVB《極度怪咖》2017-2018年 演 女督察
- 有線電視《為食情報局》2014-2016年 演 主持
- 有線電視《大凶捕》2014年
- 有線電視《蘭子的七卡半鑽石》2014年
- 怪談2－撩鬼 2013年
- 有線電視《1級重案－大查犯》2012年 演 趙探長
- 亞洲聯合衛視《香港范》2012年
- 微電影看不見的聲音 2011年
- 微電影還愛－隱藏結局 2011年

### 時裝秀
- 第66屆情人節婚紗、婚宴及結婚服務fashion show2012首席嘉賓模特兒
- 2011年尊貴內衣品牌Colorful Grand Opening首席嘉賓模特兒
- 第65屆聖誔婚紗、婚宴及結婚服務博覽2011時裝秀
- 香港傳藝節 2011

### 活動嘉賓
- 《世界泰拳爭霸賽》
- 《世界泰拳爭霸賽》-香港親善大使
- HONG KONG FASHION EXTRAVAGANZA香港.華麗秀 Fashion Event
- 《I.T. 全港代言人選舉》Event
- THE SWANK Fashion Presentation Shop Event
- NINE WEST S/S 2011 Fashion Presentation
- 天梭錶 Fashion Dinner Event
- JESSICA Magaine: JESSICA RUN 2011
- JESSICAR Magazine旭茉 2nd Anniversary Award Event
- Now101台開幕典禮Event
- Kir royal Wedding Shop Grand Opening Event
- 《衍生 15周年水晶晚宴》
- Frement 22nd Anniversary Event
- LCX Art Gallery Event
- W Hotel Summer Pool Event
- 仁濟慈善晚宴2011
- 《倫敦藝術大學香港學聯慈善時裝展》- VOICE Event
- 中國CoCo Track X Adidas DJ Music Event- Guest DJ

### 綜藝節目
- 2015年：有線電視《今日觀點（清談節目）》嘉賓
- 2012年：有線電視《今日觀點（清談節目）》嘉賓
- 2011年：TVB《香港先生Mr. HK選舉2011)》評判團
- 2011年：香港電台《職安健2011》活動嘉賓
- 2010年：亞洲電視《財神到 (遊戲節目)》
- 2010年：新城電台《新香蕉俱樂部》（嘉賓）

### 社會公益活動
| 日期 | 機構                   | 活動                                 |
| ---- | ---------------------- | ------------------------------------ |
| 2012 | 愛國文化保育協會       | 「愛國文化歌舞獻親恩」               |
| 2011 | 佛山政府               | 佛山西樵山萬人派福袋慈善行           |
| 2011 | 葵青區區議會           | 社區全城禁動啟動禮                   |
| 2011 | 演藝人協會             | 愛心無國界311燭光晚會                |
| 2011 | 香港電台               | 香港電台 「職安健」 2011             |
| 2010 | 中國小姐               | 愛心親善大使                         |
| 2010 | 世界華人志願者聯合總會 | 羅定省助學捐助大使                   |
| 2010 | 香港遺傳性乳癌家族     | 「關。乳。愛」巡迴展覽活動之愛心大使 |
| 2010 | 仁濟醫院及海天堂       | 多多益善龜苓膏慈善義賣大使           |

### 節目主持
- 2015年：有線電視 猴年行運
- 2015年：有線電視 猴年行運
- 2015年：有線電視 娛樂一分鐘
- 2014-2015年：有線電視 為食情報局
- 2014年：有線電視 大凶捕
- 2014年：有線電視 蘭子的七卡半鑽石
- 2013年：有線電視 1級重案－大查犯
- 2013年：亞洲聯合衛視 香港范
- 2010年至今：新Monday 怪談、陰間電台（網上電台）
- 2009年：Now TV 英皇娛樂台 - E-sport

### 其他
- 《Uny Chiu – On the First Take》寫真集 2011 (By: Rex Tsui)

## 外部連結
- 趙哲妤的Instagram帳戶
- 趙哲妤的Facebook專頁
- 趙哲妤的新浪微博